# فرودگاه هاینسویل
فرودگاه هاینسویل (به انگلیسی: Haynesville Airport) یک فرودگاه همگانی است که یک باند فرود آسفالت دارد و طول باند آن ۹۱۴ متر است. این فرودگاه در کشور ایالات متحده آمریکا قرار دارد و در ارتفاع ۱۰۶ متری از سطح دریا واقع شده‌است.